# 乔伊丝·康普顿
乔伊丝·康普顿（英語：Joyce Compton，1907年1月27日—1997年10月13日），美国电影女演员。康普顿出生在肯塔基州的列克星敦。高中毕业后，她在塔尔萨大学学习了两年，学习戏剧、艺术、音乐和舞蹈，之后赢得了一场选美比赛，并在电影制片厂学习了两个月。
康普顿于1926年与玛丽·布赖恩、多洛雷丝·科斯特洛、瓊·克勞馥、多洛雷丝·德尔里奥、珍妮·蓋諾、费伊·雷等人一起被选为WAMPAS Baby Stars之一，由此成名。之后，康普顿参演了20世纪20年代到50年代的一系列B级电影。她是一名喜剧演员，出演的都是一些花瓶式角色。康普顿出演的电影超过200部，包括《春风秋雨》、《天荒地老不了情》、《春闺风月》、《欲海情魔》、《黄金时代》等等。